# Ali Schariati

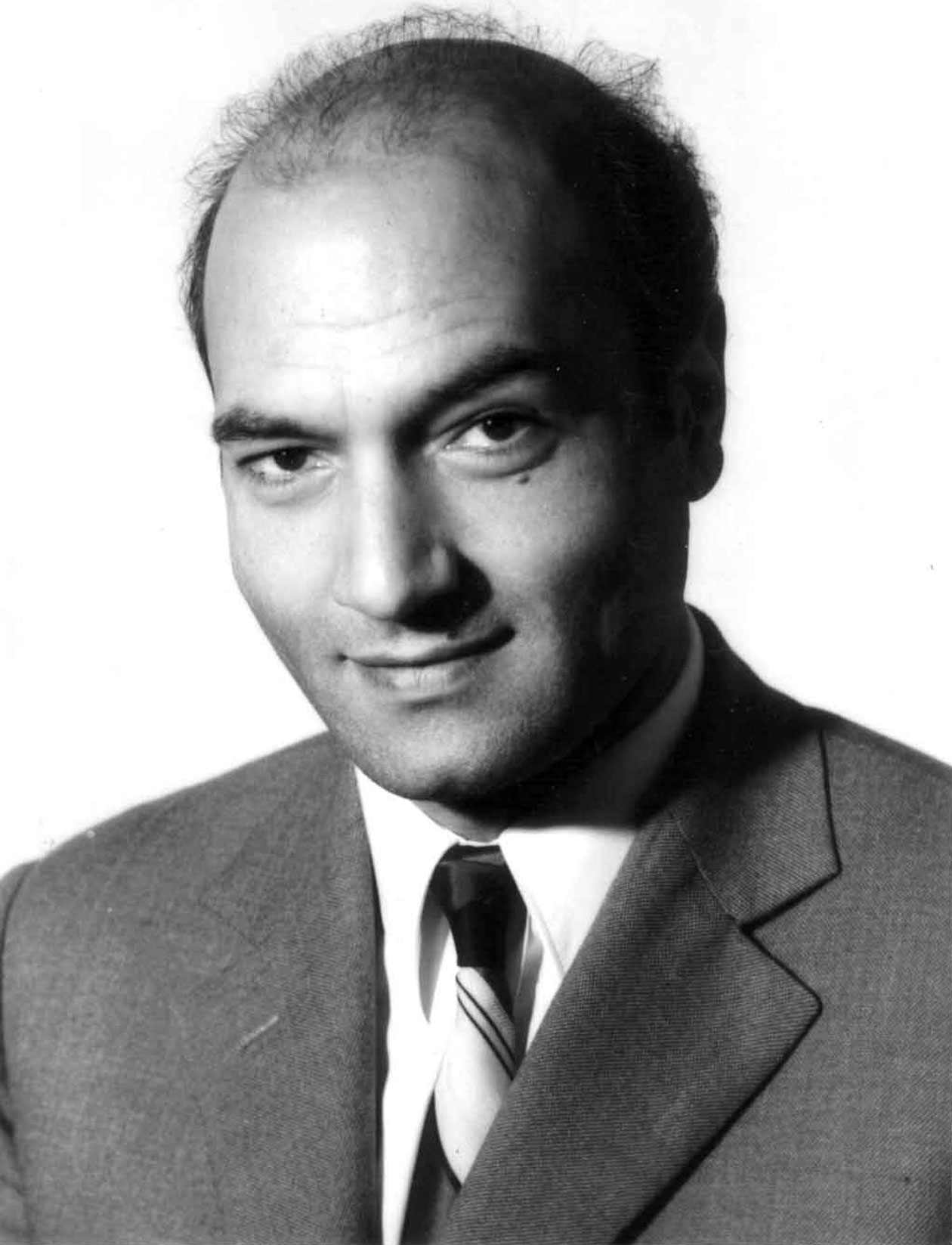
Ali Schariati (1972)

Ali Schariati (persisch على شريعتى, DMG ʿAlī Šarīʿatī geb. 24. November 1933 im iranischen Dorf Mazīnān bei Sabzewar; gest. 19. Juni 1977 in Southampton, England) war ein iranischer schiitischer Ideologe und Religionssoziologe. Er widmete sein Leben der Aufgabe, eine Synthese aus modernem Sozialismus und traditionellen Schiismus herzustellen und die revolutionären Theorien von Karl Marx und Frantz Fanon und anderen nicht-iranischen Denkern an sein iranisches Umfeld anzupassen. Mit diesem Bestreben gilt er als einer der wichtigsten Vordenker der Islamischen Revolution. Mit seinen Vorträgen und Schriften, die sich um die revolutionäre Rolle des Islams und des Schiismus und die Rückgewinnung des kulturellen Erbes drehten, zog Schariati viele junge Iraner, insbesondere Universitätsstudenten, sowie auch einige reformorientierte Mitglieder der schiitischen Geistlichkeit in seinen Bann. Wegen der großen Rolle, die Abū Dharr al-Ghifārī in seinem Denken spielte, wurde er von seinen Bewunderern auch „der Abū Dharr seiner Zeit“ genannt. Schariatis Ideen, die durch Übersetzungen seiner Schriften auch in vielen anderen Ländern der islamischen Welt bekannt wurden, spielen bis heute eine wichtige Rolle in den islamischen Diskussionen über die islamische Sozialethik.

## Abstammung
Ali Schariati stammte aus einer Gelehrtenfamilie. Sein Großvater Achund Hakīm war ein angesehener Religionsgelehrter, der eine Zeitlang an der Sepāhsālār-Moschee verbracht hatte. Und sein Vater Mohammad Taqi Schariati war ein reformistischer Gelehrter, der beim Studium der Religion neue Methoden anzuwenden versuchte und eine umfassende Bibliothek besaß. Nach Abschluss seines theologischen Einführungsstudiums (moqadamat) und dem Beginn seines weiterführenden Studiums (satḥ) hatte er das religiöse Establishment verlassen, um Lehrer im staatlichen Bildungssystem zu werden. 1944 gründete er in Maschhad den „Verein zur Verbreitung der islamischen Wahrheiten“ (Kānūn-e našr-e ḥaqāʾeq-e Eslāmī), eine Laienorganisation, die sich die Neubelebung des Islams als eine Religion der sozialen Verpflichtung und des Engagements zum Ziel setzte.

## Leben

### Kindheit und Jugend
Ali Schariati wurde am 24. November 1933 in Mazīnān bei Sabzewar am Rande der Wüste Dascht-e Kawir geboren. Er wuchs teilweise in Mazinan und teilweise in Sabzevar auf und besuchte dann die weiterführende Schule in Maschhad. In diesen frühen Jahren stand er stark unter dem intellektuellen Einfluss seines Vaters, den er später einmal als seinen „ersten wirklichen Lehrer“ beschrieb. Vater und Sohn beteiligten sich aktiv an den politischen Diskussionen ihrer Zeit und wurden Mitglied einer Gruppe, die sich Bewegung der Gott ergebenen Sozialisten nannte. Der Cheftheoretiker dieser Gruppe, Abolqassem Schakibnia, behauptete, dass es der Prophet Mohammed gewesen sei, der den Sozialismus erfunden und noch in seiner Zeit auf der arabischen Halbinsel eingeführt hätte. Während seiner Zeit an der Sekundärschule trug sich Schariati eine Weile mit Selbstmordgedanken. Nach eigener Aussage war es die Dichtung von Dschalāl ad-Dīn Rūmī, die ihn tröstete und vor der Selbstzerstörung rettete.

### Als Student und politischer Aktivist in Maschhad
Im Jahr 1950, nachdem er die neunte Klasse abgeschlossen hatte, verließ Schariati die Ferdowsi-Oberschule und ging als Internatsschüler an das Lehrerseminar (Dānešsarāy-e tarbiyat-e moʿallem) in Maschhad, wo er eine zweijährige Ausbildung absolvierte. Im Alter von 18 oder 19 Jahren begann Schariati, in einem Dorf in der Nähe von Maschhad zu unterrichten. Sein Hang zur Betrübnis, war in dieser Zeit so stark, dass ein Psychiater, der mit der Familie befreundet war, glaubte, dass er wie sein Vater an einer Art Masochismus litt.
Nach dem Putsch von 1953 nahm Schariati zusammen mit seinem Vater an Demonstrationen für Premierminister Mohammad Mossadegh und die Nationale Front teil und unterstützte aktiv die von Mehdi Bazargan und Mahmud Taleghani gegründete Nationale Widerstandsbewegung (Nahżat-e moqāvamat-e mellī). In dieser Zeit übersetzte er auch ein arabisches Buch des ägyptischen Publizisten ʿAbd al-Hamīd as-Sahhār über Abū Dharr al-Ghifārī. Dieser Prophetengefährte und sein Eintreten für soziale Gerechtigkeit sollten Ali Schariatis weiteres Denken entscheidend beeinflussen. Jahre später erklärte Schariatis Vater, sein Sohn habe versucht, den Prinzipien Abū Dharrs treu zu bleiben, „vom Tag an, als er diese Biographie entdeckte, bis zu seinem Tod“. Andere lobten Ali Schariati als den „Abū Dharr des modernen Iran“.
Ab November 1954 veröffentlichte die Zeitung Khorasan zehn Wochen lang auf ihrer ersten Seite eine Artikelserie von Ali Schariati, die den Titel „Die islamische Schule der Mitte“ (Maktab-e Vāseṭe-ye Eslām) trug und auf das Wasatīya-Konzept anspielte. Einem dieser Artikel war eine Karte beigefügt, die die Länder von Nordafrika über Saudi-Arabien, die Türkei, Iran, Pakistan, die südlichen Republiken der Sowjetunion und Afghanistan zeigte und diese als mittleren Block bezeichnete. In der Zeit des Kalten Krieges sollten die Länder dieses mittleren Blocks einen „Dritten Weg“ eröffnen. Er sollte weder sozialistisch, noch kapitalistisch sein, sondern eine Welt, die vom Islam geprägt und damit mehr auf die Erlösung der Seele als auf den Materialismus ausgerichtet ist. Obwohl sich Ali Schariati hier wahrscheinlich unberechtigterweise Ideen und Konzepte angeeignet hatte, die von Abolqassem Schakibnia stammten, machte die Artikelserie Ali Schariati in den religiösen Kreisen von Maschhad auf einen Schlag bekannt. Ab dieser Zeit hatte er auch eine wöchentliche Radiosendung, in der er Gedichte rezitierte und religiöse Literatur vorlas.

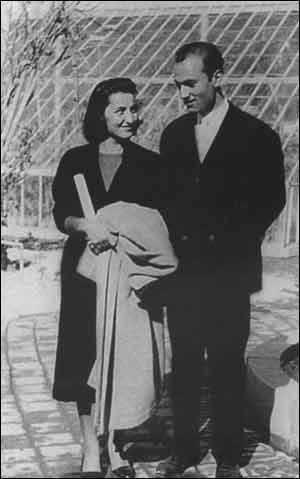
Ali Schariati mit seiner Frau Poran Schariat Razavi (1965)

1956 schrieb sich Schariati an der Literatur-Fakultät der Universität Maschhad ein, um moderne Sprachen zu studieren. In dieser Zeit neigte er wieder stark zur Niedergeschlagenheit. In einem Brief schrieb er, er könne nur an zwei Dinge denken: „Entweder mich von dieser Welt zu befreien oder mich von diesem Land zu befreien.“ Seine eigene Mutter vertraute einer Freundin an: „Ali ist verrückt geworden, er sitzt ständig allein in einer Ecke und redet mit sich selbst.“
Im September 1957 wurde Schariati für seine Rolle bei einer Demonstration der Nationalen Front verhaftet und im Ghezel-Ghalʿe-Gefängnis von Teheran inhaftiert, aus dem erst im Mai 1958 wieder entlassen wurde. Er soll sich in dieser Zeit auch einer politischen Bewegung angeschlossen haben, die als „Bewegung der sozialistischen Gottgläubigen“ (Ǧonbeš-e Ḫodāparastān-e Sūsiyālīst) bekannt war. Am 15. Juli 1958 heiratete er Pouran Schariat Razavi, die wie er an der Literatur-Fakultät studierte und aus einer bekannten Oppositionsfamilie stammte. Ein Bruder von ihr war im Dezember 1953 bei Protesten gegen den Besuch des amerikanischen Vizepräsidenten Richard Nixon erschossen worden. Fünf Monate nach seiner Heirat erhielt Schariati seinen BA-Abschluss in Persischer Literatur.

### Studium und Aktivismus in Paris
1959 erhielt Schariati ein staatliches Stipendium, um an der Sorbonne in Paris Philologie zu studieren. Ende Mai 1959 traf er in Paris ein. Nach dem Ersten Kongress der Nationalen Front in Europa, der im August 1962 in Wiesbaden abgehalten wurde, wurde Schariati zum Herausgeber der neuen regimekritischen Parteizeitschrift Īrān-e Āzād („Freier Iran“) ernannt. Die erste Ausgabe erschien am 15. November 1962. Außerdem beteiligte er sich an der Herausgabe von Nāme-ye Pārs („Pars-Brief“), dem vierteljährlichen Journal der iranischen Studentenvereinigung. In beiden Zeitschriften schrieb er regelmäßig Kolumnen unter dem Pseudonym Schamʿ („Kerze“). Das Schīn stand dabei für Schariati, das Mīm für Mazinan und das ʿAin für seinen Vornamen Ali. Außerdem begann er mit der Übersetzung von „Le Meilleur Combat“ des algerischen Politikers Amar Ouzegane, den er als großen muslimischen Marxisten pries.
Schariati interessierte sich sehr für die westliche Orientalistik, die französische Soziologie und die radikale Katholische Theologie, insbesondere die Vorläufer der Befreiungstheologie. In der Orientalistik besuchte Schariati die Vorlesungen von Louis Massignon und Henry Corbin; von Massignon schrieb er später, dass er den größten Einfluss auf ihn gehabt habe. Er übersetzte auch Massignons Bücher über al-Hallādsch und Salmān al-Fārisī. Die Übersetzung des Buches über Salmān al-Fārisī war ihm besonders wichtig, weil dieser, wie er später erklärte, „der erste Muslim, der erste Schiit und der erste Iraner war, der für Imam ʿAlī kämpfte“. Durch Massignon lernte Schariati auch die radikale katholische Zeitschrift Esprit kennen. Seine Dissertation schrieb er bei dem Iranisten Gilbert Lazard. Dieser schlug ihm vor, eine Handschrift des mittelalterlichen Textes von Safī ad-Dīn al-Balchī über die Fadā'il von Balch in der Französischen Nationalbibliothek zu edieren, kommentieren und ins Französische zu übersetzen. Schariati lieferte die fertige Arbeit mit 113 Seiten persischem Text und 115 Seiten französischer Übersetzung im Juni 1963 ab. Am 21. Juni 1963 wurde die Arbeit von der Gelehrtenkommission mit der niedrigsten Note passable angenommen.
Nachdem Schariati seine Doktorurkunde erhalten hatte, besuchte er im akademischen Jahr 1963/64 das Seminar von Jacques Berque über die Soziologie des Islams am Collège de France und hielt dort ein Referat über die Salafīya. Schariati äußerte später über Berque, dass er ihn gelehrt habe, „wie man die Welt aus einer soziologischen Perspektive betrachten kann.“ Eine weitere Inspirationsquelle war Frantz Fanon, mit dem er korrespondierte und dessen Buch Die Verdammten dieser Erde Schariati zu übersetzen begann. Schariati besuchte auch Vorlesungen von Raymond Aron, dem kommunistischen Intellektuellen Roger Garaudy, dem marxistischen Philosophen Georges Politzer, und dem Soziologien Georges Gurvitch. Schariati selbst schrieb später, dass er fünf Jahre lang fleißig Gurvitchs Vorlesungen an der Sorbonne besucht habe und Gurvitchs Einfluss auf ihn nur von demjenigen Massignons übertroffen wurde.

### Als Lehrer in Maschhad
Anfang Juni 1964 kehrte Schariati in den Iran zurück, wurde jedoch an der Grenze festgenommen und wegen des Imports verbotener Bücher verhaftet und zu sechs Monaten Gefängnis verurteilt. Nach seiner Freilassung unterrichtete er zunächst in einem Dorf und dann an einem Gymnasium in Maschhad. Außerdem wurde er als Assistenzprofessor für Geschichte an der Universität von Maschhad angestellt. J.G.J. ter Haar gibt an, dass er dort er Soziologie und Religionsgeschichte lehrte. In Maschhad traf Schariati 1968 auch mit dem Schriftsteller Dschalāl Āl-e Ahmad zusammen, ein Jahr vor dessen plötzlichem Tod.

### Als „Starredner“ an der Hoseiniye-ye Erschād in Teheran

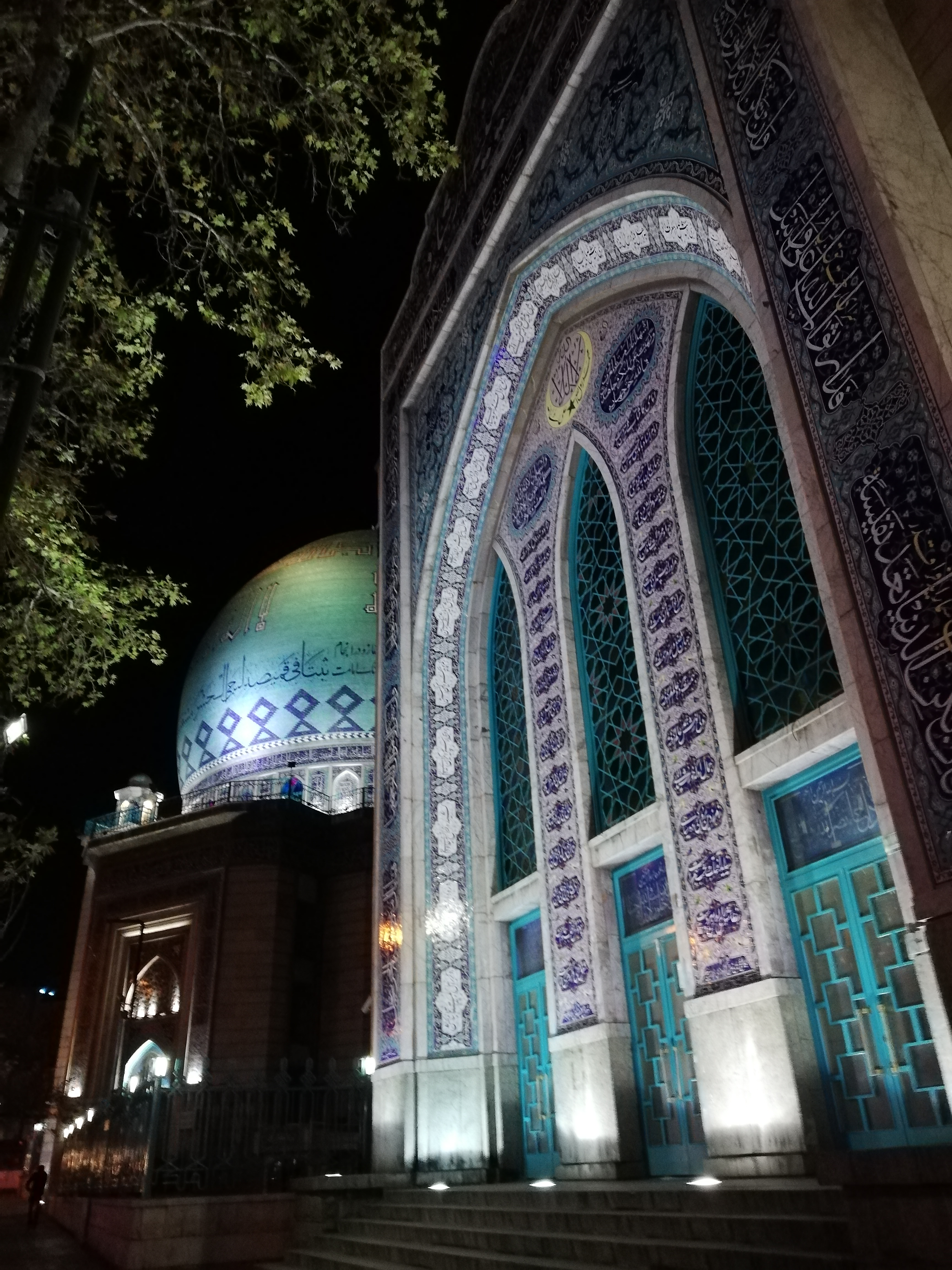
Die Hoseiniye-ye Erschād

Im Jahre 1967 hielt Ali Schariati seine ersten Vorträge an der Hoseinīye-ye Erschād in Teheran. Damit schlug er eine große Anzahl von Zuhörern in seinen Bann und stieg bald zum Starredner der Institution auf. Im Jahr 1969 wechselte er offiziell an die Hoseinīye-ye Erschād. Er blieb bis November 1972 reguläres Mitglied der Einrichtung, hielt dort über 200 öffentliche Vorträge und sorgte dafür, dass diese sowohl in Form von Broschüren als auch auf Kassetten weite Verbreitung fanden.
In einer Vorlesungsreihe unter dem Titel Ommat va Emāmat dar ǧāmeʿe-šenāsī („Die Umma und das Imamat in der Gesellschaftswissenschaft“), die er Ende März/Anfang April 1969 an der Hoseinīye-ye Erschād hielt, führte er zum Beispiel seine Ideen zur Leitung der Gesellschaft während der Zeit der Verborgenheit des Zwölften Imams aus. Er verwarf dabei die schicksalsgergebene Erwartung des Mahdi und plädierte für eine aktivistische Interpretation des Wartens. Anfang 1971 hielt er eine Vorlesung über das Leben und den Charakter von Fātima, der Tochter des Propheten und Frau von ʿAlī, der später in Buchform unter dem Titel Fāteme Fāteme ast („Fātima ist Fātima“) erschien. Und von Anfang Februar bis Mitte November 1972 hielt er hier vor einer großen Zuhörererschaft die Vorlesungen, die später unter dem Titel Eslāmšenāsī erschienen. Sie machten Schariati zu dem revolutionären Ideologen, als der er später wahrgenommen wurde.
Allerdings war Schariati an der Hoseinīye-ye Erschād auch viel mit Kritik konfrontiert. So wurde, wie er selbst in einer Fußnote zu seiner Vorlesung schreibt, sein schiitischer Glaube in Frage gestellt, weil er die Sache der Palästinenser verteidigt hatte, die doch schließlich, wie seine Gegner meinten, Wahhabiten und Sunniten waren. Auch wurde er von den Studenten kritisiert, weil er seinen Unterricht nur unregelmäßig abhielt und oft zu spät kam. Nach dem Grund dafür gefragt, gestand Schariati, dass er von Natur aus „unregelmäßig in Gedanken und Geist“ sei. Ein anderes Mal im Mai 1972 war die Verwirrung so groß, dass einer der Studenten Schariati scharf kritisierte, der wiederum gestand, dass er nicht in der Lage sei, systematisch zu denken oder zu lehren. Die entstandene Verwirrung hatte vor allem damit zu tun, dass Schariati ratlos war, wie er sich gegenüber dem Marxismus positionieren sollte, und nicht wusste, was er dazu sagen sollte. Eine Woche nachdem er versprochen hatte, seinen Studenten die marxistische Geschichtsphilosophie beizubringen, begann er mit einer Art öffentlicher Introspektion und Psychoanalyse seiner selbst. Denjenigen, die dies für irrelevant für das Thema kritisierten, hielt er entgegen, dass er im Grunde kein Privatleben habe.

### Schließung der Hoseiniye und Haft
Im November 1972 wurde die Hoseiniye-ye Erschād geschlossen. Ein Grund war, dass der SAVAK über die aufrührerischen Reden Schariatis, die ein begeistertes Publikum anzogen, beunruhigt war und entdeckt hatte, dass die Volksmudschahedin den Ort als Rekrutierungsstätte nutzten. Zum Teil lag die Schließung auch an internen Differenzen innerhalb der Institution: Einige Vorstandsmitglieder, vor allem Ayatollah Motahhari, waren der Meinung, dass Schariatis Vorlesungen zu konfrontativ, zu kritisch gegenüber der traditionellen islamischer Gelehrsamkeit und zu sehr von westlicher Methodologie, vor allem von marxistischer Soziologie, abhängig seien.

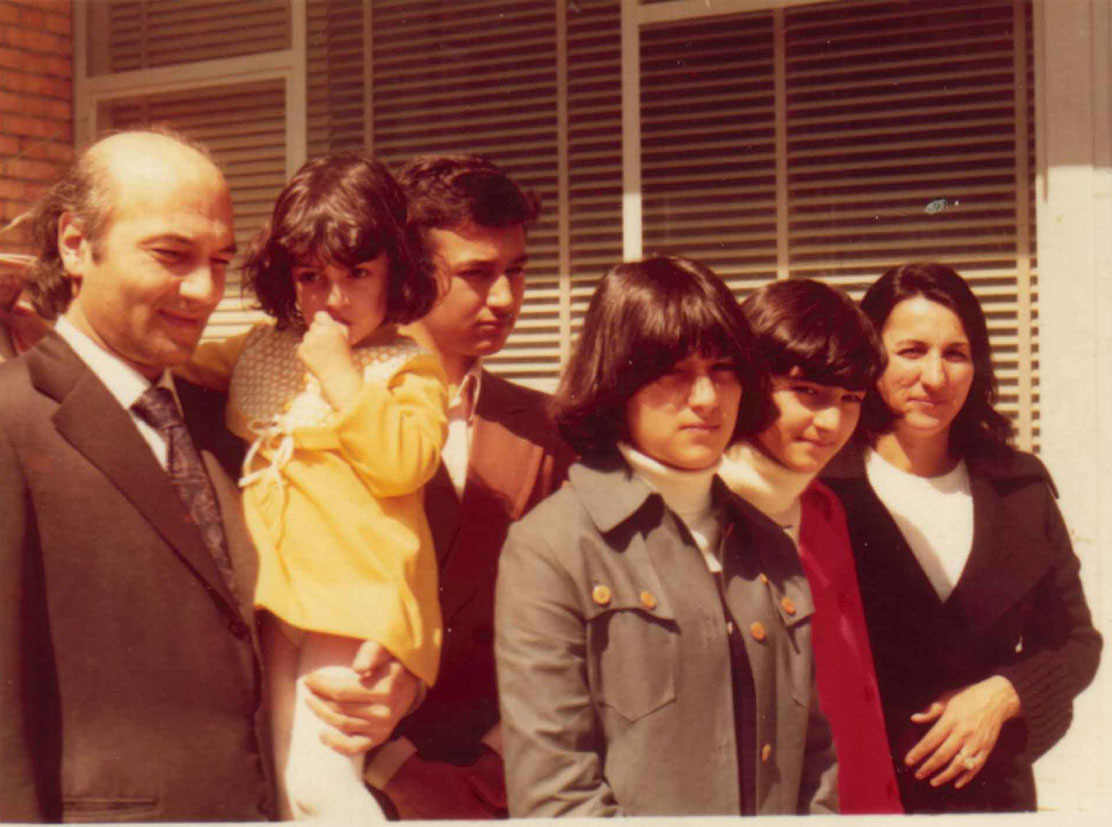
Einen Tag nach seiner Entlassung aus dem Gefängnis

Schariati selbst tauchte unter, stellte sich jedoch nach einiger Zeit, um die Freilassung seines als Geisel gehaltenen Vaters zu erwirken. Im September 1973 wurde er wegen der Propagierung des „islamischen Marxismus“ und seiner Kontakte zu den „Mudschahedin-Terroristen“ inhaftiert.
Nach 18 Monaten Einzelhaft wurde Schariati am 20. März 1975 auf Druck der algerischen Regierung entlassen. Zuvor hatte er in mehreren Tageszeitungen Artikel veröffentlicht, in denen er den Marxismus kritisiert und die Regentschaft von Mohammad Reza Schah gelobt hatte. Nach Ervand Abrahamian wurden diese Artikel allerdings vom SAVAK ohne Schariatis Autorisierung veröffentlicht, um ihn bei linken Gruppen zu diskreditieren.

### Ausreise nach England und Tod
Nach seiner Entlassung aus dem Gefängnis war Ali Schariati ein gebrochener Mann. Er behauptete zwar, er hätte mit der Veröffentlichung der regimefreundlichen Artikel nur den SAVAK täuschen wollen, um seine Freilassung zu erreichen, doch sein Ruf bei der Geistlichkeit und der politischen Opposition war ruiniert. Schariati verfiel in tiefe Depression. In Mazīnān stand er unter ständiger polizeilicher Überwachung und verließ sein Haus kaum noch.

Musa as-Sadr (als Imam) mit Mostafa Chamran, Sadegh Ghotbzadeh und Ebrahim Yazdi beim Begräbnis Schariatis

Um einen Reisepass bekommen, legte sich Schariati einen neuen Nachnamen zu, Mazinani, gewählt nach dem Dorf, in dem er geboren worden war. Am 16. Mai 1977 reiste er nach London. Seine Pläne waren, seine Frau und Familie in Europa zu treffen und dann in die Vereinigten Staaten weiterzureisen, wo sein Sohn Ihsan studierte. Doch dazu kam es nicht mehr. Am 19. Juni 1977 wurde sein Körper im Hause seines Bruders in Südengland tot aufgefunden. Der zwei Tage später ausgestellte Coroner-Bericht identifizierte als Todesursache Herzversagen.
Schariatis Leichnam wurde den iranischen Behörden in London übergeben. Die iranische Regierung versuchte, seine Frau zu überreden, den Leichnam auf Staatskosten zur Beerdigung nach Iran überführen zu lassen. Sie weigerte sich jedoch, weil sie einen Versuch fürchtete, den Tod ihres Mannes für die Propagandazwecke des Schahs auszunutzen. Schariati wurde stattdessen in Damaskus in der Nähe des Grabes von Zainab bint ʿAlī beerdigt. Die Begräbniszeremonie leitete Musa as-Sadr, der Anführer der libanesischen Schiiten.
Der Tod Schariatis, der von der Opposition im Iran als SAVAK-Mord ausgegeben wurde, heizte die Stimmung gegen Mohammad Reza Schah weiter an. Schariati wurde nach seinem Tod zum Märtyrer stilisiert und damit Teil eines Kultes, den er zu Lebzeiten gepredigt hatte. Die Iranische Freiheitsbewegung würdigte ihn 1979 nicht nur als Märtyrer, sondern auch als Mudschahed und eines neuen Maktab, also einer neuen Schule des Islams.

## Schriften

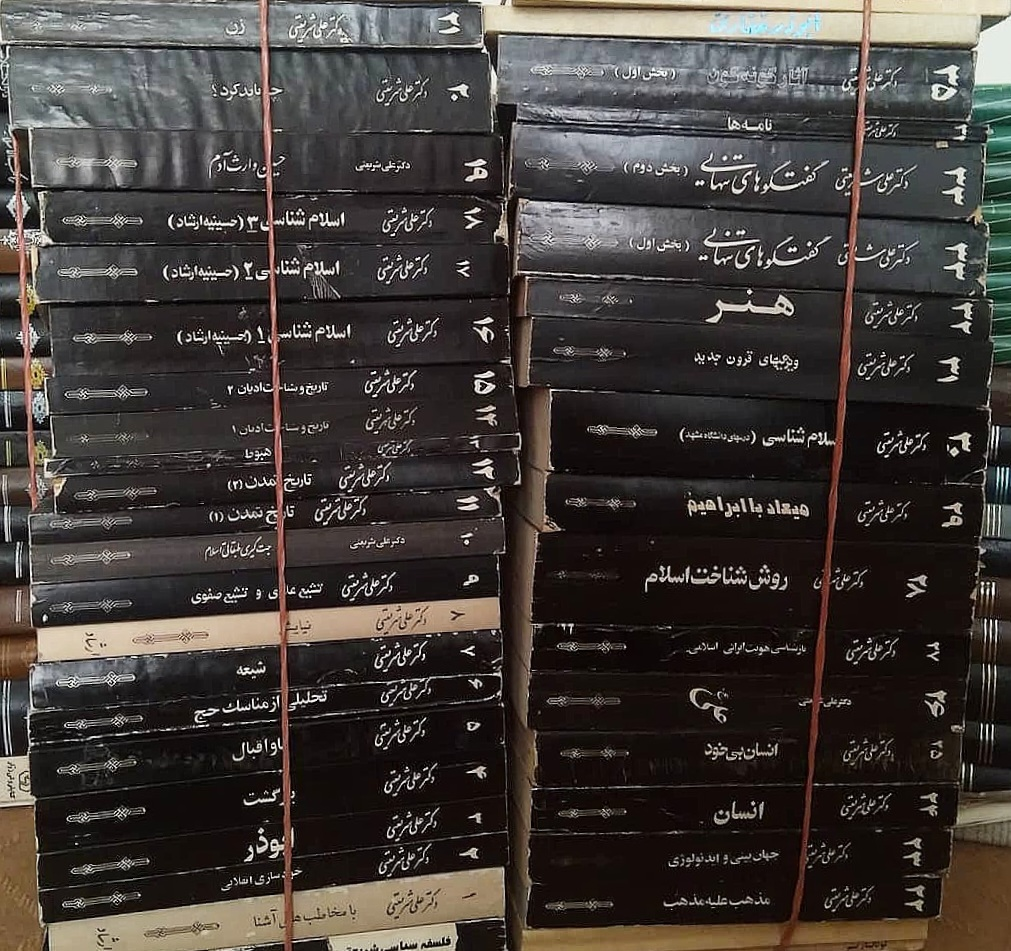
Eine Ausgabe von Schariatis Gesammelten Werken

Das erste von Schariatis vielen veröffentlichten Büchern war die Übersetzung ʿAbd al-Hamīd as-Sahhārs Buch über Abū Dharr al-Ghifārī. Schariatis Übersetzung hatte den Titel Abū Ẕarr: ḫodāparast-e sosīyalīst („Abū Dharr: Der sozialistische Gottesdiener“) und wurde 1956 in Mashhad veröffentlicht. Zwei weitere Bücher mit den Titeln Ḫvīš („Selbst“) und Niyāyeš („Gebet“) waren Übersetzungen von Texten Alexis Carrels, eines französischen Medizinforschers, der versucht hatte, seine eigene Version des „christlichen Humanismus“ zu entwickeln, um dem marxistischen Materialismus entgegenzuwirken.
Viele Vorträge, die Schariati an der Hoseinīye-ye Erschād hielt, wurden zur Veröffentlichung vorbereitet und in mehreren Auflagen in tausenden Exemplaren verkauft. Hierzu gehört auch seine Schrift Fāteme Fāteme ast („Fātima ist Fātima“), in der er der modernen iranischen Frau, die zwischen den beiden gegensätzlichen und gleichermaßen erniedrigenden Bildern des traditionellen und des pseudo-westlichen Modells gefangen ist, eine dritte Option anbieten wollte, der sie nacheifern kann.
Unter seinen zahlreichen Publikationen gibt die in zahlreichen Editionen verbreitete Programmschrift Ḥaǧǧ eine gute Einführung in seine Theorie. Die Schariati-Stiftung (Shariati Foundation) in Teheran gab zahlreiche Schriften von ihm heraus. Besonders der Soziologie widmet sich seine Schrift On the Sociology of Islam (hrsg. von Hamid Algar, Berkeley, Mizan Press, 1979). Auf Deutsch erschienen einige seiner Schriften in der von der Presse- und Kulturabteilung der Botschaft der Islamischen Republik Iran in Bonn herausgegebenen Reihe Islamische Renaissance. Eine vollständige Liste von Schariatis Werken wurde 1978/79 von Yann Richard erstellt.

## Ideologie
Das zentrale Thema vieler Werke Schariatis besteht darin, dass Dritte-Welt-Länder wie Iran zwei miteinander verbundene und gleichzeitig stattfindende Revolutionen brauchen: eine nationale Revolution, die alle Formen imperialer Herrschaft beendet und die Kultur, das Erbe und die nationale Identität des Landes belebt, und eine soziale Revolution, die alle Formen der Ausbeutung beendet, Armut und Kapitalismus ausrottet, die Wirtschaft modernisiert und – am wichtigsten von allem – eine „gerechte“, „dynamische“ und „klassenlose“ Gesellschaft errichtet. Als die Übel des heutigen Iran listete Schariati auf: „Weltimperialismus, einschließlich multinationaler Konzerne und Kulturimperialismus, Rassismus, Klassenausbeutung, Klassenunterdrückung, Klassenungleichheit und Westbesessenheit (ġarzadegī).“

### Der Islam als revolutionäre Ideologie
Der Islam war nach Schariatis die richtige Ideologie, um diese beiden Revolutionen in Gang zu setzen, weil er – insbesondere in seiner schiitischen Form – schon in der Geschichte als revolutionäre Bewegung eine entscheidende Rolle für die menschliche Entwicklung gespielt hatte. So betonte Schariati, dass der Prophet Mohammed gekommen sei, um eine Gemeinschaft zu gründen, die nicht nur religiös sein, sondern sich auch in ständiger Bewegung in Richtung Fortschritt und sozialer Gerechtigkeit befinden sollte. In dem letzten Brief an seinen Vater, der ihn überlebte, schrieb Schariati, er habe sein Leben einer doppelten Mission gewidmet: einerseits den Muslimen zu beweisen, dass der Islam revolutionär sei, und andererseits nicht-religiöse Revolutionäre davon zu überzeugen, in den Schoß der Muslime zurückzukehren.
Allerdings war der wahre revolutionäre Islam Schariati zufolge nicht unter seinen offiziellen Interpreten zu finden, weil diese ihn, wie er meinte, verfälscht hatten und als Mitglieder der herrschenden Klasse die Religion als Opium für die Massen verwendeten. In seinem Werk Eslām-šenāsī schreibt er:

„Es genügt nicht zu sagen, dass wir zum Islam zurückkehren müssen. Wir müssen präzisieren, welcher Islam es ist: der von Abū Dharr oder der von Marwān, dem Herrscher. Beide werden als islamisch bezeichnet, doch es besteht ein großer Unterschied zwischen ihnen. Der eine ist der Islam des Kalifats, des Palastes und der Herrscher. Der andere ist der Islam des Volkes, der Ausgebeuteten und der Armen. Darüber hinaus reicht es nicht aus, zu sagen, man solle sich um die Armen „sorgen“. Die korrupten Kalifen sagten dasselbe. Wahrer Islam ist mehr als „sorgen“. Er fordert die Gläubigen auf, für Gerechtigkeit, Gleichheit und die Beseitigung der Armut zu kämpfen.“

Im Zusammenhang mit seiner Interpretation des Islams als einer revolutionären Ideologie deutete Schariati auch den Begriff Kāfir neu:

„Betrachten Sie sorgfältig, wie der Koran das Wort kāfir verwendet. Das Wort wird nur verwendet, um diejenigen zu beschreiben, die sich weigern, etwas zu unternehmen. Es wird niemals verwendet, um diejenigen zu beschreiben, die die Metaphysik oder die Existenz Gottes, der Seele und der Auferstehung ablehnen.“

Im Zusammenhang mit seiner Theorie vom Islam als einer revolutionären Ideologie setzte sich Schariati auch mit der Geschichtsphilosophie Arnold J. Toynbees auseinander. Ausgehend von dessen These, dass die Geschichte in einer Abfolge von Herausforderungen und Antworten auf diese Herausforderungen voranschreite, stellte er die Behauptung auf, dass eine religiöse Bewegung wie der Islam ständig in ihrem responsiven Modus gehalten werden könne, indem man ihren tatsächlichen Inhalt aktiv interpretierte, anstatt an ihren Äußerlichkeiten festzuhalten.

### Die klassenlose Gesellschaft als soziale Dimension des Tauhīd
Die Absicht des Propheten Mohammed hatte Schariati zufolge darin bestanden, nicht nur eine monotheistische Religion (dīn-e touḥīd) zu errichten, sondern auch eine Einheitsordnung (neẓām-e touḥīd), die durch öffentliche Tugend, durch den gemeinsamen Kampf für „Gerechtigkeit“, „Gleichheit“, „menschliche Brüderlichkeit“ und „öffentliches Eigentum an den Produktionsmitteln“ und, was am wichtigsten sei, durch den brennenden Wunsch, in dieser Welt eine klassenlose Gesellschaft zu schaffen, zusammengehalten würde. Das Konzept des Tauhīd, das Schariati in eine „monolithische Religionssoziologie“ verwandelte, war von zentraler Bedeutung für die politischen Implikationen seines sozialen Denkens. Im Gegensatz zur herrschenden Meinung in Soziologie und Religionsgeschichte war er – die Position des Korans verteidigend – der Ansicht, dass der Monotheismus zuerst existierte und dann, aus menschlicher Verderbtheit, der Polytheismus entstand. Auf dieser Grundlage konstruierte er eine Soziologie der Theologie, der zufolge das, was Marx „primitiven Sozialismus“ und Émile Durkheim „mechanische Solidarität“ nannte, wesensverwandt war und somit zu einer Art archetypischem Monotheismus führte. Nur in einer klassenlose Gesellschaft, so schloss er daraus, konnte der wahre theologische Monotheismus erreicht werden, und nur auf eine wahre monotheistische Theologie gestützt, konnnte eine gerechte klassenlose Gesellschaft erreicht werden. Hieraus bezog er auch Argumente gegen die Pahlavi-Monarchie und die säkularen Revolutionsideologien, weil sie das Erreichen eines wahrhaftigen Monotheismus bzw. einer gerechten klassenlosen Gesellschaft verhinderten.

### Schahādat: Zeugnis und Märtyrertum
Eine wichtige Rolle im Denken Schariatis nahm der vieldeutige Begriff Schahādat (von arabisch Schahāda), der sowohl ein Zeugnis als auch das islamische Glaubensbekenntnis, darüber hinaus aber auch Präsenz und Märtyrertod bezeichnet. Das Rollenmodell sind hierbei al-Husain ibn ʿAlī und seine Gefährten bei der Schlacht von Kerbela. Nach Schariati hatte Husain das Märtyrertum in Kerbela akzeptiert, um am Strafgericht der Menschheitsgeschichte Zeugnis abzulegen für all diejenigen, die keine Zeugen hatten und still und wehrlos gestorben waren. Er habe sein kleines Kind mit in den Kampf genommen, um Zeugnis dafür abzulegen, dass „im System von Unterdrückung, Tyrannei und Verbrechen der grausame Vollstrecker nicht einmal mit Kindern Erbarmen hat.“ Und durch sein eigenes Märtyrertum habe er Zeugnis abgelegt dafür, „wie Helden in Regimen von Tyrannei und Verbrechen sterben müssen.“
Schariati erhob in seinen Reden den Weg des schiitischen Märtyrers „zum einzigen Weg, der zur Wahrheit und Gerechtigkeit führt“, und forderte seine Zuhörer auf, „die Tyrannen zu töten oder zu sterben“. Husains Ruf: „Gibt es jemanden, der mir helfen kann“, als er alle Gefährten im Kampf verloren hatte, sei eine Einladung zum Märtyrertum an alle, die die Märtyrer ehren und preisen. Märtyrer, so Schariati, würden ihren eigenen „roten Tod“ als die einzige Waffe wählen, die sie haben, um die großen Werte zu verteidigen, die zerstört werden. Durch seine Aktionen habe Husain gezeigt, dass der Märtyrer in allen Arenen des Kampfes zwischen Wahrheit und Falschheit, Unterdrückung und Freiheit Präsenz zeige. Die Schahādat Imam Husains bedeute, dass er in allen Zeiten und unter allen Generationen spirituell präsent sei. In dem ewigen Kampf der Geschichte sei jeder Ort Kerbela, jeder Monat Muharram und jeder Tag Aschura.

### Die Unterscheidung zwischen alidischem und safawidischem Schiismus
Nach dem Tode des Propheten, so meinte Schariati, hatten die rechtmäßigen Erben des Propheten, al-Husain ibn ʿAlī und die anderen schiitischen Imam, die Fahne des Aufstands gehisst, weil ihre damaligen Herrscher, die „korrupten Kalifen“ und die „Hofeliten“, die Ziele der Umma und der Einheitsordnung verraten hätten. Allerdings hatte den Schiismus, so meinte Schariati, trotz seiner revolutionären Anfänge das gleiche Schicksal ereilt wie den frühen Islam. Vor diesem Hintergrund entwickelte er die Theorie, dass es zwei Arten des Schiismus gebe, den reinen und authentischen Schiismus von ʿAlī ibn Abī Tālib auf der einen Seite, der eine Bewegung des Fortschritts und der Revolution ist, ohne Trennung zwischen Intellektuellen und Volk, und den korrumpierten Schiismus der Safawiden auf der anderen Seite, der nichts als Unterdrückung und Ausbeutung mit sich gebracht habe. Schariati bezeichnete ersteren auch als „Roten Schiismus“ und letzteren als „Schwarzen Schiismus“.
Schariatis Vorlesungen zur Unterscheidung zwischen den beiden Formen des Schiismus wurden unter dem Titel Tašaiyoʿ-e ʿAlavī va Tašaiyoʿ-e Ṣafavī publiziert. Am Ende des Buchs liefert er einen tabellenförmigen Überblick über die Unterschiede der beiden Schiismusformen anhand der Konzepte Wisāya, Imāma, ʿIsma, Walāya, Schafāʿa, Idschtihād, Taqlīd, ʿAdl, Duʿā', Intizār und Ghaiba. In der neuen, von Schariati erdachten Form des alidischen Schiismus bedeteutete das Imamat beispielsweise nicht „den Glaube an zwölf reine, heilige, außergewöhnliche Namen, Übermenschen wie Engel, kleine Götter neben dem großen Gott“, sondern „reines, ehrliches, revolutionäres Verhalten des Volkes und die richtige Fundierung der Gesellschaft bezüglich des Gewissens, der Entfaltung und Unabhängigkeit des Urteils des Volkes.“ Und das Warten (intiẓār) sollte nicht mehr die fatalistische Unterwerfung unter den Status Quo bedeuten, sondern geistige, ideelle und praktische Bereitschaft zu Reformen und Revolutionen.
Mit dieser Unterscheidung zwischen zwei Arten von Schiismus erreichte Schariati zwei Dinge: Er löste sich vom versteinerten offiziellen Islam, der von der iranischen Jugend abgelehnt wurde, und verlieh den schiitischen Konzepten eine neue und kämpferische Bedeutung.

### Der „Verrat“ des Klerus
Schariati meinte, dass die traditionellen Gelehrten den Schiismus von einem revolutionären Glaubensbekenntnis in eine konservative Ideologie verwandelt hätten, die bestenfalls Philanthropie, Paternalismus und freiwilligen Verzicht auf Luxus predige. Indem die Geistlichen sich an die herrschende Klasse verkauften und die revolutionäre Sache zu einer Staatsreligion institutionalisierten, hätten sie den Islam verraten, so Schariatis Auffassung. Die schiitischen Geistlichen hätten sich auf so unwichtige Dinge wie Kleidung, Rituale und Bartlänge konzentriert und das Jenseits benutzt, um den Problemen dieser Welt zu entfliehen, insbesondere den Problemen des Industrialismus, Kapitalismus, Imperialismus und Zionismus. Und sie hätten die Bedeutung so entscheidender Begriffe wie Umma, Imamat und monistischer Ordnung (neẓām-e touḥīdī) nicht begriffen. Um die wahre Bedeutung solcher Begriffe herauszufinden, so Schariati in einem ätzenden Kommentar, müsse er sich an europäische Orientalisten wie William Montgomery Watt wenden.
Schariati argumentierte weiter, dass die sozialen Bindungen des Klerus an die besitzenden Klassen ihn zu ihrem Instrument gemacht hätten: Theologische Seminare würden finanziert, um die Belange der Armen nicht ansprechen zu müssen, und die Wirtschaftslehren der Rechtsgelehrten zielten darauf ab, Sharecropping und Ausbeutung zu legitimieren. Diese Lehren seien noch konservativer als jene des kapitalistischen Amerikas. Sie enthielten zwar eine lange Reihe von Verboten, aber keine Hinweise darauf, wie das Land zu entwickeln sei. Noch schwerwiegender war der Vorwurf Schariatis, die Geistlichkeit versuche, eine „monopolistische Kontrolle“ über die Auslegung des Islam zu erlangen, um eine „klerikale Despotie“ (estebdād-e rūḥānī) zu errichten. Diese hielt er für die „schlimmste und unterdrückerischste Form der Despotie, die es in der Menschheitsgeschichte gegeben hat“.

### Die notwendige Herrschaft der Intellektuellen
Da die Geistlichkeit die schiitische Sache verraten habe, so Schariati weiter, liege die entscheidende Aufgabe, den Koran und die Hadithe zu verstehen und die revolutionäre Bedeutung des wahren Islam zu enthüllen, nun auf den Schultern der Rouschanfekrān, also der Intellektuellen. Hierbei müssten sie aber vorsichtig vorgehen, weil sich der Iran weder im 20. Jahrhundert noch im Zeitalter der Großbourgeoisie und der Industriellen Revolution befinde, sondern noch immer im Zeitalter des Glaubens in der spätfeudalistischen Ära, unmittelbaram Vorabend der Renaissance bzw. der Reformation. Folglich müssten politische Reformer von Martin Luther und Johannes Calvin lernen und sich stets vor Augen halten, dass die schiitischen ʿUlamā' im Gegensatz zum mittelalterlichen europäischen Klerus großen Einfluss auf das städtische Bürgertum sowie auf die Massen in Stadt und Land hätten.
In Ommat va emāmat, einem Buch, das aus einer Vorlesungsreihe an der Hoseiniye-ye Erschād hervorging, vertrat Schariati die Auffassung, dass die einzige Herrschaft, die nach der zu erwartenden Revolution sowohl akzeptabel als auch wünschenswert wäre, die der Intellektuellen wäre. Dies begründete er damit, dass alle anderen Alternativen unerwünscht seien: die Herrschaft eines einzelnen Mannes, die Diktatur, wäre deswegen unerwünscht, weil sie Faschismus wäre; die Herrschaft des Klerus wäre inakzeptabel, da die Geistlichen ein integraler Bestandteil der unterdrückerischen herrschenden Klasse gewesen seien; und die Herrschaft der Massen, die Demokratie, wäre unerwünscht, da die breite Öffentlichkeit im Iran wie auch in anderen Teilen der Dritten Welt so sehr an traditionellen Aberglauben gebunden sei, dass sie konservative Selbstsüchtige statt „progressiver Intellektueller“ wählen würde. Schariati sprach sich also für die Herrschaft, vielleicht sogar Diktatur, der Intellektuellen aus.
Die Repräsentative Demokratie lehnte Schariati ab, weil sie sich seiner Meinung nach nicht dazu eignete, die notwendigen revolutionären Veränderungen herbeizuführen, ja sogar konterrevolutionär war. Bei seiner Ablehnung dieser Herrschaftsform berief er sich auf die Bandung-Konferenz, bei der die Verdienste der Repräsentativen Demokratie in Frage gestellt worden waren.

### Fātima, das weibliche Rollenmodell
Schariati meinte, dass für die moderne iranische Frau, die zwischen den beiden gegensätzlichen und gleichermaßen erniedrigenden Bildern des traditionellen und des pseudo-westlichen Modells gefangen ist, Fātima bint Muhammad ein neues Rollenmodell sein könnte. Sie wird in seine Schrift Fāteme Fāteme ast („Fātima ist Fātima“) als Inbegriff von Liebe, Hingabe, Mut und Standhaftigkeit gezeichnet, Tugenden, mit denen die moderne iranische Frau nach Schariatis Ansicht ihr revolutionäres Schicksal meistern sollte. Völlige Hingabe an die Berufung ihres Vaters, bedingungslose Treue zu ihrem Ehemann und ewige Liebe und Fürsorge für ihre Kinder sind die höchsten Tugenden, die Schariati in seinem Buch Fātima zuschreibt. Schariati porträtierte sie in dieser Schrift auch als tapfere Stütze ihres Vaters und hob umgekehrt die einfühlsame Sorge des Propheten für seine Tochter hervor, um der patriarchalischen Gesellschaft mit ihrer angeblichen Verachtung für Töchter etwas entgegenzusetzen.

### Die Rückgewinnung des kulturellen Erbes
Schariati war der Auffassung, dass die Völker der Dritten Welt zunächst ihr kulturelles Erbe, einschließlich ihres religiösen Erbes, zurückgewinnen müssten, bevor sie den Imperialismus bekämpfen, die soziale Entfremdung überwinden und so weit reifen könnten, dass sie Technologie aus dem Westen übernehmen könnten, ohne ihre eigene Identität und ihr Selbstwertgefühl zu verlieren. Er forderte deswegen die Länder der Dritten Welt auch immer wieder dazu auf, ihre kulturellen Wurzeln wiederzuentdecken und zu bewahren: ihre Religionen, Volksbräuche und sogar ihre traditionelle Kleidung.
In einer Vortragsreihe mit dem Titel Bāzgašt („Rückkehr“) argumentierte er, dass iranische Intellektuelle ihre nationalen Wurzeln wiederentdecken müssten und dass diese nicht in der arischen Mythologie zu finden seien, die die Massen unberührt lasse, sondern im Schiitentum, das die meisten Bereiche der Populärkultur durchdringe.

## Verhältnis zum Marxismus
Nach Ervand Abrahamian war Schariatis Vehältnis zum Marxismus von „Hassliebe“ bestimmt. Obwohl er den Marxismus im Allgemeinen und kommunistische Parteien im Besonderen unablässig verurteilte, darunter auch die iranische Tudeh-Partei, war er doch stark vom Marxismus beeinflusst, insbesondere vom Neomarxismus Georges Gurvitchs, für den Marx ein humanistischer Sozialwissenschaftler war, der die Geschichte als dialektischen Prozess betrachtete und für den Religion das Schlüsselelement der Volkskultur war, „das den Unterdrückten Trost, Würde, ein Ventil für ihr Leiden, ein Gefühl von Gerechtigkeit, ein Gemeinschaftsgefühl und manchmal sogar ideologische Werkzeuge zum Kampf gegen ihre Unterdrücker bot“.
Auch in seiner Kritik am schiitischen Klerus griff Schariati auf die marxistische Terminologie zurück. So erklärte er, dass das eigentliche Problem des Islams darin bestehe, dass er zur Religion des Kleinbürgertums geworden sei und die Mullahs eine unheilige Ehe mit den Basarhändlern geschlossen hätten. Die einzige Möglichkeit, den Islam vor dem endgültigen „Verfall“ zu „retten“, bestand seiner Auffassung nach darin, ihn aus den „schmutzigen“ Fängen des Kleinbürgertums zu „befreien“.
Nach Schariatis Auffassung bestand allerdings Marx eigentlich aus drei verschiedenen Personen:
- dem ersten jungen Marx, der ein militanter atheistischer Philosoph gewesen war, der die Welt in groben ökonomischen Begriffen betrachtete und sich weigerte, in der Religion irgendwelche positiven Seiten zu finden,
- dem zweiten reifen Marx, der ein anspruchsvoller Soziologe gewesen war, der untersuchte, wie Herrscher die Beherrschten unterdrückten, wie die Gesetze des „historischen Determinismus“ funktionierten, und wie der Überbau eines Landes, insbesondere seine vorherrschende Ideologie und seine politischen Institutionen, mit seiner sozioökonomischen Infrastruktur interagierte, und
- dem dritten älteren Marx, der im Wesentlichen ein Politiker war, der die internationale kommunistische Bewegung anführte und dabei Kompromisse und Vorhersagen machte, die zwar vielleicht politisch opportun waren, seiner sozialwissenschaftlichen Methodik jedoch nicht gerecht wurden.

Von diesen drei Marxen lehnte Schariati den ersten und den dritten klar ab, den zweiten jedoch nicht. Marx' antireligiöse Gefühle führte er darauf zurück, dass er ein junges Mädchen habe heiraten wollen, dies ihm aber aus religiösen Gründen verweigert worden sei.
Während Schariati offen Kritik an Marx als Philosoph und Politiker übte, bediente er sich freimütig bei Marx als Sozialwissenschaftler. Er hatte nur drei Vorbehalte gegenüber der marxistischen Sozialwissenschaft:
1. Er argumentierte, dass Klassen eher politische als wirtschaftliche Einheiten seien; der Klassenkampf gehe daher eher um politische Macht als um die Produktionsmittel.
2. Er argumentierte weiter, dass Marx die Rolle der Ideen unterschätzt habe, dass Ideologie die Wirtschaft verändern könne, und dass die Kontrolle über den politisch-ideologischen Überbau grundlegende Veränderungen in der sozioökonomischen Infrastruktur bewirken könne.
3. Schließlich verkündete er, dass der wahre Schiismus eine revolutionäre Religion sei und daher nicht mit anderen Religionen dem von der herrschenden Klasse kontrollierten Überbau zugeordnet werden dürfe.[82]

## Wirkung in Iran
Über die Wirkung, die Schariati zu seiner Zeit auf die Jugend in Iran hatte, schreibt Yann Richard: „Junge iranische muslimische Intellektuelle fanden in Schariati eine revolutionäre iranisch-schiitische Antwort.“ Nicht mehr der weinende Husain der Taʿziye, sondern der Husain, der für eine gerechte Sache kämpft und stirbt, habe für sie im Vordergrund gestanden.
Aufgrund seiner heftigen Kritik an der schiitischen Geistlichkeit war Schariati aber bei den schiitischen Gelehrten ziemlich unbeliebt. Nach Angaben seiner Witwe führten sie eine Verleumdungskampagne gegen ihn durch, in der unterschiedliche Behauptungen aufstellten, wie zum Beispiel, dass er ein heimlicher Marxist sei, ein Wahhabit, ein Babi, ein Sunnit, ein Munāfiq, ein Eklektiker, ein blinder Nachahmer des Westens und ein Bewunderer „dieses Juden Gurvitch und dieses Christen Massignon“.
Ayatollah Motahhari, der selbst eine wichtige Rolle als Vordenker der Islamischen Revolution gespielt hat, vertrat die Auffassung, dass Schariati den Islam für politische Zwecke „missbraucht“ habe, und warf ihm auch vor, dass er sich mehr von der Theorie des historischen Materialismus als vom Islam habe inspirieren lassen. Er soll Schariati als „verfluchte Person“ (malʿūn) bezeichnet haben. Motahhari versuchte auch, Ruhollah Chomeini zu überreden, sich gegen Schariati auszusprechen. Chomeini lehnte dies jedoch ab, wahrscheinlich weil er erkannte, wie beliebt Schariati bei der jüngeren Generation war.

## Deutungen in der Wissenschaft
Hamid Dabashi erklärte in seinem Buch Theology of Dissent, dass zwischen Schariati und Chomeini eigentlich Welten gelegen hätten: Schariati sei der „junge Komponist frisch erträumter Melodien der Revolte“ gewesen, Chomeini „der alte Meister unerschütterlicher moralischer Strenge in öffentlichen und privaten Angelegenheiten“, zusammen hätten sie aber „eine gewaltige Zeremonie der Revolte“ orchestriert: Schariati habe eine universelle Revolte der glorifizierten Massen gegen die Tyrannei der ideologischen Vielfalt prophezeit, und Chomeini habe diese Prophezeiung, fast unwissentlich, erfüllt.